# Josef Fürnkäs
Josef Fürnkäs (* 28. April 1948 in Asbach-Bäumenheim, Bayern) ist ein deutscher Komparatist und emeritierter Professor für Literaturwissenschaften der Keio-Universität Tokyo.

## Werdegang
Fürnkäs studierte Germanistik, Philosophie, Romanistik und Publizistik an den Universitäten LMU München, Aix-en-Provence und Marburg an der Lahn. Er war Stipendiat der Studienstiftung des deutschen Volkes. 1976 wurde er in Marburg mit einer Arbeit über den „Ursprung des psychologischen Romans“ promoviert. Betreuer waren Heinz Schlaffer und Gert Mattenklott. Die Habilitation erfolgte 1986 in Stuttgart mit einer Arbeit Walter Benjamin und „Surrealismus als Erkenntnis“.
Fürnkäs war von 1978 bis 1983 DAAD-Lektor für Deutsche Sprache und Literatur an der Universität Paris IV (Paris-Sorbonne). Als Gründungsmitglied (mit Gérard Raulet u. a.) ist er seit 1982 der Forschungsgruppe „Weimar“ an der Maison des Sciences de l’Homme in Paris verbunden. Forschung und Lehre praktizierte er an den Universitäten Marburg, Stuttgart, Paris IV und Rennes II – Haute Bretagne. Von 1988 bis 1993 war er DAAD-Lektor und Gastprofessor an der Universität Tokyo (Todai).
Fürnkäs ist seit 1987 mit Daniella Séville verheiratet, Philipp Fürnkäs und Isabella Fürnkäs sind seine Kinder.
Von 1998 bis 2014 war er Ordentlicher Professor für Neuere deutsche Literatur an der Keio-Universität Tokyo. Zugleich erfüllte er Lehraufträge an den Universitäten Todai, Meiji und Waseda in Tokyo. Seit 2014 ist er Professor Emeritus und Ehrenprofessor (Meiyo Kyoju) der Keio-Universität Tokyo.

## Forschungsschwerpunkte
Zu Fürnkäs’ Forschungsschwerpunkten gehören Roman und Psychologie, Literarische Moderne (Paris, Wien, Berlin), Kurzprosa, Poetik und Rhetorik, Literaturtheorie und Kulturphilosophie, Medienästhetik und Anthropologie.

## Publikationen (Auswahl)
- Der Ursprung des psychologischen Romans. Karl Philipp Moritz’ „Anton Reiser“. Stuttgart 1977, ISBN 3-476-00366-3.
- Neuauflage (eBook), Berlin/Heidelberg 2017, 160 S,  ISBN 978-3-476-03080-1.
- Surrealismus als Erkenntnis. Walter Benjamin – Weimarer Einbahnstraße und Pariser Passagen. Stuttgart 1988, ISBN 3-476-00633-6.
- Neuauflage (eBook), Berlin/Heidelberg 2016, 360 S., ISBN 978-3-476-03253-9.
- Weimar. Le tournant esthétique. Paris 1988 (Hrsg. mit Gérard Raulet), ISBN 2-7178-1603-8.
- Das Verstehen von Hören und Sehen. Aspekte der Medienästhetik. Bielefeld 1993 (Hrsg. mit Ralf Schnell u. a.), ISBN 3-925670-74-2.
- Aura. In: Benjamins Begriffe. Hrsg. von Michael Opitz und Erdmut Wizisla. Frankfurt am Main 2000, Band 1, S. 95–146, ISBN 3-518-12048-4.
- Zwischenzeiten – Zwischenwelten. Festschrift für Kozo Hirao. Bern/Frankfurt am Main 2001 (Hrsg. mit Masato Izumi, Ralf Schnell), ISBN 3-631-37422-4.
- Medienanthropologie und Medienavantgarde. Ortsbestimmungen und Grenzüberschreitungen. Bielefeld 2005 (Hrsg. mit Masato Izumi, K.Ludwig Pfeiffer, Ralf Schnell), ISBN 3-89942-380-1.
- Automation und die Metamorphosen des Zuschauers. In: Schwellen der Medialisierung. Medienanthropologische Perspektiven – Deutschland und Japan. Hrsg. v. K.Ludwig Pfeiffer u. Ralf Schnell, Bielefeld 2008, S. 181–221, ISBN 978-3-8376-1024-6.
- Von Europa nach Amerika – Karl Löwith, ein philosophischer Skeptiker in Sendai. In: Flucht und Rettung. Exil im japanischen Herrschaftsbereich (1933-1945). Hrsg. v. Thomas Pekar, Berlin 2011, S. 192–217, ISBN 978-3-86331-044-8.
- Sprüche. Nietzsches aphoristische Kurzprosa. In: Neue Beiträge zur Germanistik. Bd. 11/Heft 1 (Doitsu Bungaku 145), München 2012, S. 47–70, ISBN 978-3-86205-317-9.
- Essays in Honour of Professor Josef Fürnkäs. In: The Geibun-Kenkyu. Journal of Arts and Letters, Tokyo. N° 105-2 (2013), ISSN 0435-1630.
- „Wir Halkyonier“- Atmosphärische Heiterkeit in Nietzsches „Also sprach Zarathustra“. In: Tsuisou Iwasaki Eijiro. Tsuitohen (Gedenkschrift für Eijiro Iwasaki). Hrsg. v. Mario Kumekawa, Kentaro Kawashima, Yuko Mitsuishi, Tokyo 2024, S. 276-301, ISBN 978-4-8102-0340-0.